# لیلیان راسل (فیلم)
لیلیان راسل (انگلیسی: Lillian Russell) یک فیلم زندگی‌نامه‌ای، موزیکال و درام به کارگردانی اروینگ کامینگز است که در سال ۱۹۴۰ منتشر شد.

## بازیگران
- آلیس فی
- دان آمچی
- هنری فوندا
- ادوارد آرنولد
- دورتی پیترسون
- لئو کریلو
- لین باری
- نایجل بروس
- وارن ویلیام
- جیمز سی. مورتون
- لو فیلدز
- فرانک ام. توماس